# Чиода (броненосен крайцер)
Чиода (千代田 Тиода) е японски броненосен крайцер от III клас, взел участие в руско-японската война. Първият броненосен крайцер на Японския флот. Името му съответства на района Тиода на град Токио, в който е разположен императорския дворец.
Построен е като замяна на изгубения без вест при прехода от Франция в Япония крайцер „Унеби“. Изначално е планирано да се въоръжи с 320 mm оръдия на „Кане“, но след това проектът е променен и получава скорострелни 120 mm оръдия.

## История на службата
- 1894 – 1895 – Участва в Китайско-японска война (1894-1895).
- 1898 – Модернизиран: поставени котли на „Белвил“, свалени бойните марсове.
- 21 март 1898 – Преквалифициран в крайцер от III клас.
- 27 януари 1904 – Под командването на капитан 1-ви ранг Мураками Какуити (村上格一) участва в боя с крайцера „Варяг“ и канонерката „Кореец“ в сражението при Чемулпо.
- 26 юли 1904 – Натъква на морска мина в залива „Тахе“, отбуксиран в град Далян за ремонт.
- 12 януари 1905 – Приет под командване от капитана Принц Ерихито (東伏見宮依仁親王?).
- 28 август 1912 – Преквалифициран като кораб за брегова отбрана от II клас.
- 30 април 1921 – Превърнат в плаваща база за разрушители (в действителност се използва като база за подводници).
- 1 април 1922 – Превърнат в плаваща база за подводници.
- 1 април 1924 – Превърнат в учебен кораб.
- 28 февруари 1927 – Изключен от списъците на флота.
- 5 август 1927 – Потопен от тежкия крайцер „Како“ в пролива Бунго по време на изпитателни стрелби с новите 203 мм бронебойни снаряди Тип 5.

## Командири на кораба
- капитан 1-ви ранг Араи Арицура (на японски: 新井　有貫) – от 10 януари 1890 г. до 11 април 1891 г.[2]
- капитан 1-ви ранг Учида Масатоши (на японски: 内田正敏) от 26 февруари 1894 г. до 28 септември 1895 г.[3]
- капитан 1-ви ранг Ито Цунешаку (на японски: 伊藤 常作) – от 28 септември 1895 г. до 15 май 1897 г.[3]
- капитан 1-ви ранг Иноуе Тошио (на японски: 井上 敏夫) – от 1 май до 29 септември 1899 г.[4]
- капитан 1-ви ранг Нарукава Хакару (на японски: 成川 揆) – от 29 септември 1899 г. до 7 юни 1900 г.[5]
- капитан 1-ви ранг Мацумото Аринобу (на японски: 松本 有信) – от 7 юни 1900 г. до 4 февруари 1901 г.[6]
- капитан 1-ви ранг Сакамото Хаджиме (на японски: 坂本一 (海軍軍人) – от 4 февруари до 1 октомври 1901 г.[6]
- капитан 1-ви ранг Мори Ичибей (на японски: 毛利 一兵衛) – от 12 април до 7 юли 1903 г.[7]
- капитан 2-ри ранг (от 26 септември 1903 г. – капитан 1-ви ранг) Мураками Какуичи (на английски: Murakami Kakuichi – от 7 юли 1903 г. до 12 януари 1905 г.[8]
- капитан 1-ви ранг Цукияма Киотомо (Tsukiyama, Kiyotomo) – от 4 октомври 1906 г. до 2 май 1907 г.[8]
- капитан 1-ви ранг Яманака Шибакичи (на японски: 山中柴吉) – от 25 септември 1908 г. до 10 март 1909 г.
- капитан 1-ви ранг Ямаока Тойокадзу (на японски: 山岡豊一) – от 18 юни 1912 г. до 1 декември 1912 г.
- капитан 1-ви ранг Шиманоучи Канта (на японски: 島内桓太) – от 23 август 1914 г. до 1 декември 1914 г.
- капитан 1-ви ранг Комаки Сидзен (на японски: 小牧自然) – от 13 декември 1915 г. до 1 декември 1916 г.